# Цирио
„Цирио“ (на гръцки: Τσίρειο) е футболен стадион в град Лимасол, Кипър.
Служи за домакинските срещи на спортните клубове „АЕЛ“, „Аполон“, „Арис“ – всички от Лимасол. През отделни години през 1990-те години е ползван и от националния отбор по футбол на страната.
Стадионът е построен през 1975 г. Има капацитет 13 331 седящи места. Бил е домакин на финала за купата и суперкупата на Кипър. През 1992 г. приема няколко мача от европейското първенство до 19 г.